# Jiu (rivière)
Pour les articles homonymes, voir Jiu.

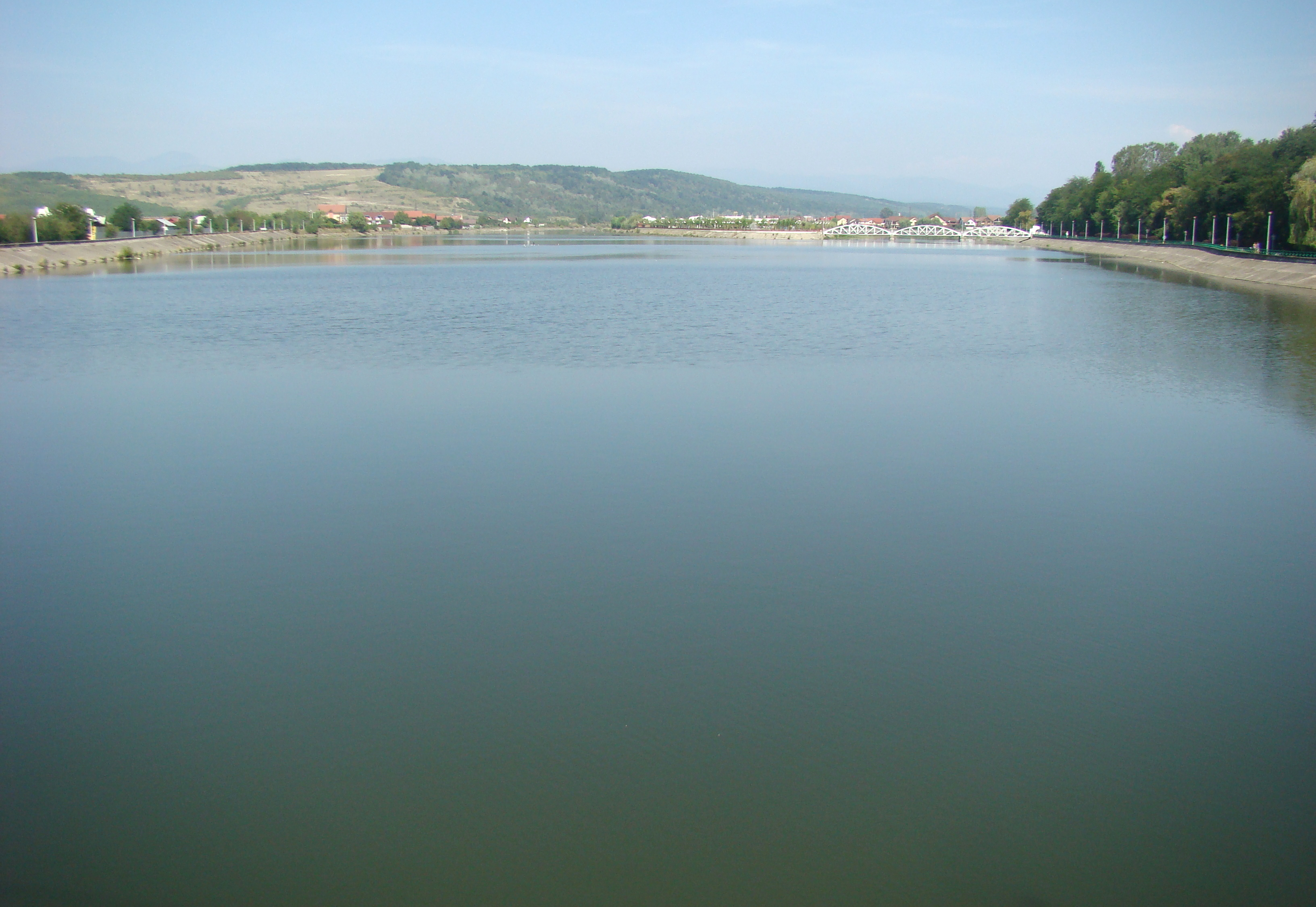
Le Jiu à Târgu Jiu

Le Jiu est une rivière du sud de la Roumanie, qui prend sa source à la confluence de ses deux affluents : le Jiu oriental et le Jiu occidental nés respectivement dans les monts Vâlcan et Parâng appartenant aux Alpes de Transylvanie.

## Géographie
Le Jiu coule en direction du sud à travers les județe roumains de Hunedoara, Gorj et Dolj avant de se jeter dans le Danube à quelques kilomètres en amont de la ville bulgare d'Oryakhovo, à 331 kilomètres de sa source. Son bassin représente 10,070 km². Le Jiu traverse les localités de Petroșani, Bumbești-Jiu, Târgu Jiu, Filiași et Craiova.
La rivière Jiu est née dans un fossé d'effondrement des Alpes de Transylvanie. La vallée du Jiu contient le principal gisement de charbon de la Roumanie.

## Affluents
Les affluents du Jiu sont la Susița, le Jaleș, la Bistrița, le Sadu, la Tismana, le Jiltu, le Motru, le Gilort et l'Amaradia.

## Protection de l'environnement
Après la Seconde Guerre mondiale, la production massive de charbon et l'industrialisation de la vallée du Jiu a provoqué de graves pollutions dépassant les limites légales au niveau de l'eau du Jiu et de l'air. Cette pollution a provoqué la disparition de la faune et de la flore locale. Dans les années 2010, des stations de traitement et d'épuration des eaux contaminées ont été installées par les autorités roumaines le long de la rivière même si des problèmes subsistent dans quelques mines rejetant directement des eaux polluées dans la rivière. Depuis 2019, le niveau de pollution reste ainsi dans les limites fixées par les autorités roumaines.